# Кромшевиці
Кромшевиці (пол. Kromszewice, нім. Krommsee) — село в Польщі, у гміні Ходеч Влоцлавського повіту Куявсько-Поморського воєводства.
Населення — 230 осіб (2011).
У 1975-1998 роках село належало до Влоцлавського воєводства.

## Демографія
Демографічна структура станом на 31 березня 2011 року:
|          | Загалом | Допрацездатний вік | Працездатний вік | Постпрацездатний вік |
| -------- | ------- | ------------------ | ---------------- | -------------------- |
| Чоловіки | 126     | 28                 | 86               | 12                   |
| Жінки    | 104     | 13                 | 61               | 30                   |
| Разом    | 230     | 41                 | 147              | 42                   |